# インディ500 (アーケードゲーム)
『インディ500』(Indy500) は、セガより1995年7月15日に発売されたインディ500レースオーガナイザー公認のアーケードゲーム稼働のレースゲーム。また、他の年度にも公認、非公認の同名レースゲームが多数存在するがここではセガ・Model2版を挙げる。

## 概要
インディカーレースをモデルとした、同社が「バーチャレーシング」等から得意とする3DCGで描写されたModel2 ステップB基板使用のアーケードレースゲームである。
1995年発売。開発はセガAM1研。3DCGアーケード基板である「デイトナUSA」で使用されたModel2基板より機能的にブラッシュアップされたModel2B基板タイトルで、テクスチャーマッピング付きのポリゴンを駆使。秒間60フレーム表示。筐体は「セガツーリングカーチャンピオンシップ」共通の反力ステアリングシステム、DX筐体では16:9のワイド画面が採用されている。
アメリカンモータースポーツであるインディカーの醍醐味溢れる時速400km/hオーバーの爽快感とドラフティングによるレース戦略の読み合いがキーポイントとなるゲーム性で、アーケードにおいて「デイトナUSA」や「セガラリーチャンピオンシップ」などでの醍醐味だったドリフト走行とは対極的なグリップ走行がメインとなり、人気はさほど出なかったものの、「バーチャレーシング」以来のサーキットフォーミュラーカーでのテクスチャマッピングやグーロシェーディングの強化による表現力のアップと共に実名称のレースゲームとしては同基板では第3弾となる。
北米では引き続き「バーチャレーシング」を「インディカーゲーム」として稼働しており、当時日本でもツインリンクもてぎでのインディカー・シリーズ戦もあったが、実レースシステムであるアテンプトルールの一般的解釈の問題から予選システムは省かれ、登場選手や車等には実名は用いられていない。こちらも難度の低い初期版（1995年リリース）はDX筐体向けでリリースされて居る為出回りは少なく、VS筐体でも少量出回ったが店舗向けに対策ROMがリリースされている。

## ゲームシステム
ゲームシステムの流れはこれまでのセガのレースゲームにおけるシステムと変更はなく、コース選択→トランスミッション選択→本戦の流れは変らない。トランスミッション選択後の画面上おおらかに右から左へ星条旗をバックにして流れる「Ladies and gentlemen, start your engines」のお馴染みのアナウンスからローリングスタートになだれ込む、走りながらスタートを切る演出が特徴的。通常店舗稼働上の「NORMAL」周回数設定と店舗イベント用設定の「LONG」周回数設定が基板コンフィグ設定で存在する。ゲーム画面上右上には俯瞰表示されたコースマップが配置され、黒い逆三角がマイカー位置、紫のひし形がアザーカー、緑逆三角がレースリーダーとなる。
コース
コース取りにおいては、デイトナUSAからヒントを得ているものもあり、オーバル、アップダウン、市街地と言うレパートリーとなっている。又、コースセレクト画面では難度選択ミス防止の為、ハンドルが正位置の時にインディ500に来るように配置されている。
インディ500
実在する最高速オーバルコースであるインディアナポリス・モーター・スピードウェイ。初期設定4周、LONG設定20周、33台最後尾より5速ローリングスタート。非ドラフティング時の安定最高速は350km/h台。「ドラフティング」を駆使しつつ順位追い上げを図る。ドラフティングとグリップ感覚を覚えるコース。
ピットはコースの内側にあり、インフィールドは加速用のレーンが設けられており、スタート/フィニッシュラインの赤煉瓦も再現されている。
ハイランドレースウェイ
アップダウンのある高速ロードコース。初期設定3周、LONG設定17周、28台最後尾より4速ローリングスタート。非ドラフティング時の安定最高速は340km/h台。コントロールラインを抜けた後の長い右コーナーは「デイトナUSA」の中級コースがヒントとされて居り、連想させられるものがある。コース中盤から一気に下る坂道は「まるでジェットコースターのようだ」とセガの社内でも評判を得ている。
各コーナーにセクション名の看板があり、名称もそこから読みとることができる。一部セクションには実名アメリカンコースのラグナ・セカ特融の「コークスクリュー」からヒントを得たS字セクション「Hard Trance Screw」があり、ここを攻略することが完走への近道となる。
ベイサイドストリート
湾岸の大都市内にあるストリートコース。初期設定3周、LONG設定15周、28台最後尾より4速ローリングスタート。非ドラフティング時の安定最高速は310km/h台。鋭角的、直角的な難所コーナーが多く、時にはアザーカーを押しのけ、ドラフティングを駆使しないと単に走っただけでは上位完走は狙えない。

トランスミッション
トランスミッションはセミオートマチックシフトにおける6速MTかATから選択。さらに、この選択画面でのお遊び要素も存在する。
なお、この作品が出た時代背景的に実際のインディーカー・シリーズにおいては2008年までの装着義務化までセミATは禁止されており、実際のインディ500では現在でも機械式マニュアルトランスミッション仕様となっており、実レース仕様車とは解釈に矛盾があったが、一般的なレースゲームの時流による機構コスト面とゲームバランス面の両立として割り切っている。
LONG設定上のタイヤライフとマシン性能
周回数が大幅に拡大され、「バーチャレーシング」同様プレイ時間が10分以上と長くなるLONG設定ではピットインを積極的に行う様に促す程の難度調整が図られる。タイヤライフは体感上解り難いが、減ってくるとコーナリング速度を通常よりも落とさせ、ハイペースが常となる為、より細やかなカウンターステア、ポンピングアクセルを多用する走り方を迫られる。走り方次第でNORMAL設定周回数プラス1～2周分の猶予があるが、勿論ピットインしなくてもある程度のコーナリング性能は確保される為、コースによっては腕があればそのままでもやり過ごす事ができるが、テールスライドの許容がそれ程確保されていないのも相まって残りLAPタイムの猶予が厳しくなる為、コース難度が上がるにつれ必要性が高くなる。
この点は「バーチャレーシング」で慣れたユーザからしてみれば意識できたが、「デイトナUSA」ではそれ程必要性に迫られなかった為、認知しているプレイヤーも少なかった。
アザーカーとのファイトによる接触（コーナー減速後相手加速でリアを小突かれる、フェンスへの断続的な強い接触等）が多いとリアウイングが曲がったように破損しているところがピットイン時にうかがえ、タイヤの摩耗具合もそれによって変化する。
また、各コースのマシンセッティング性能差もNORMAL設定だとプレイ時間によって解り辛いが、この設定により確認し易いものとなっており、最高速は前述のコースの後者になる程下げられ、シフトポイントが狭くなり最高速度低下分は加速性能へ奢られる。
対戦モードでのハンディキャップ
こちらも基板コンフィグ設定内に設定項目があり、対戦モードでの後続プレイヤーのマシン性能が1位トップを走っているプレイヤー車以外に対して1位にランクアップするまで離された距離割合に比例して上がる。「バーチャレーシング」の代でも加えられていたこの要素は使用され始めたのはナムコ「ファイナルラップ」シリーズだが、解り易い優先順は加速性能、速度性能、グリップ性能と相対的に上回るいわば普段ゲームに不慣れな層へのアシスト的（ラバーバンド）要素はこの代のレースゲームでも健在であり、現在は多くのレースゲームで採用されている。

## アーケード筐体
大型筐体の特徴としては以下共通部位があり、VS筐体に至っては上部に載せる看板、内部に入るモニタや細かい化粧部材以外は基本的には変わっておらず、セガラリーVS筐体からの看板、シート、コンパネ部材、シールドケース基板が同梱されたコンバージョンKITも完成筐体出荷後にそれぞれ用意された。各ペダル機構とフットレスト、ライブモニタについては「デイトナUSA」の同項を参照されたい。
両筐体共通部
筐体部シートの前後チルト機構､座面へのウーハー内装｡背面はインダクション前のロールケージカバーを連想させる形状となっている。
セミオートマチック型Iゲージシフトレバー
これまでのHゲージ式シフトレバーからの難度とメンテナンス性の見直しとして、Iゲージによるシフトレバーが採用され、ゲーム上のシフトシステム解釈としては6速「セミAT」となる。
ダッシュ周辺化粧装飾類
ハンドルが変更。『セガツーリングカーチャンピオンシップ』販売筐体共通のシボやセンター部などのデザインが実車風のものとなる。この為、コンバージョンKITを使用した筐体間でのハンドル、シート色含む形状違い(コンバージョンに用いられるセガラリー筐体は白)の店舗も見受けられた。
PCBサウンドカード
『バーチャファイター2』からのModel2基板のA、Bステップ仕様である回路内包化によりサウンドPCBは廃され、先のコンバージョンタイトルであるジャレコ『スーパーGT24H』、『オーバーレブ』等へのコンバージョンが容易となる。
各筐体差分
DX筐体
『セガ・ツーリングカー・チャンピオンシップ』共通の16:9であるプロジェクタ型ワイドスクリーン筐体の登場。『セガ・ラリー・チャンピオンシップ』までのメガロ50筐体共通の大型プロジェクタはプレイヤー分離型だったが、メガロ410同様のより低位置のプレイヤー目線の近い位置に配置。通信対戦の機能が搭載され、8人までの対戦プレーが可能。一体型となり、筐体の背丈もより低くなり店舗設置面においてより省スペースとなる。ワイドスクリーンにラウンドシェイプされたガラスカバーが配され、これまでのダッシュボードは一体成型の専用品。メインPCBにおいてはメインモニタ裏側へ内包される。
VS対戦筐体
主な仕様については「デイトナUSA」の同項参照。以下は変更部。
モニタ配置に至っては垂直に配置。ラウンドシェイプの画面は24KHz、モニタ横のスピーカー口については完成品出荷筐体はモニタガイド一体成型のプラメッシュ。コンバージョンは継続使用の為プレス板を穴あけしたメッシュ板となる。モニタ両サイドの化粧カバー、シート座面が青でシート後面は赤。

## 移植版
日本では当時セガサターンでの移植版が期待されていたが、ハードスペック等の折り合いもつかない事から未リリースに終わった。
北米ではTiger Electronics社がgame.comとR-Zoneで販売。両方とも形態は違えどLCD系のゲームで本体普及度もさほどなかった事もあり、日本ではあまり知られていない。R-Zone版のゲーム模様が動画サイトにアップされている。